# Tros de Riu
El Tros de Riu és un paratge de camps de conreu del municipi de Castell de Mur, al Pallars Jussà, a l'antic terme de Mur, en terres del poble de Vilamolat de Mur.
Està situat al sud-est de Vilamolat de Mur, a les Borrelles de Deçà, a l'esquerra del barranc de Cordillans i a la dreta del barranc de les Borrelles